# Nini
nini（ニニ）は、日本の漫画家・イラストレーター。

## 略歴
2002年、『コミックブレイドMASAMUNE』上で『三国志』を題材とした漫画『DRAGON SISTER! -三國志 百花繚乱-』を連載開始。同誌の休刊に伴い、『月刊コミックブレイド』上にて連載を移し、2008年9月号まで連載した。
2021年現在はマンガ無料配信サイト『月刊コミックガーデン』で「転生貴族の異世界冒険録 〜自重を知らない神々の使徒〜」のコミカライズを連載中。

## 作品リスト

### 漫画
- DRAGON SISTER! -三國志 百花繚乱-（『コミックブレイドMASAMUNE』創刊号 - 2007年初夏号（休刊号）→『月刊コミックブレイド』2007年10月号 - 2008年9月号、全6巻）
- パラドクス・ブルー（原作中西達郎、『月刊コミックブレイド』2008年12月号 - 2011年1月号[1]、全5巻） - 作画担当
- しゅたいんず・げーと!（『月刊コミックアライブ』）
- アノレクシア〜しかばね華子は拒食症〜（原作日日日、『WEB COMIC Beat's』、全2巻） - 作画担当
- 黒田さんと片桐さん（『ウルトラジャンプ』2013年7月号[2] - 2015年12月号[3]、全3巻）
- selector infected WIXOSS 〜まゆのおへや〜（原作：LRIG、『ウルトラジャンプ』2015年8月号 - 2016年9月号、全1巻[4]）
- Lostorage incited WIXOSS 〜必殺♡オーネスト〜（原作：LRIG、『ウルトラジャンプ』2016年11月号[5] - 2017年1月号） - 『まゆのおへや』の単行本の電子書籍版に併録
- 転生貴族の異世界冒険録 〜自重を知らない神々の使徒〜（原作：夜州、キャラクター原案：藻、『MAGCOMI』2018年3月[6] - →『月刊コミックガーデン』2020年7月号[7] - 連載中、既刊13巻）

### アンソロジー
- うちのシマ（『猫あんそろじー』収録）
- 刀剣乱舞-ONLINE-アンソロジー 〜出陣〜（2016年4月1日発売[8]） - 漫画
- うたの☆プリンスさまっ♪ マジLOVEレボリューションズアンソロジー（2016年10月31日発売[9]） - 漫画
- 刀剣乱舞-ONLINE-アンソロジー 〜戦陣〜（2017年2月1日発売[10]） - 漫画
- 漫画家のごはんのおとも語り（2018年3月17日発売[11]） - オススメのごはんのおともを1ページ漫画で紹介[11]

### イラスト
- たまきゅう（原画担当）※18禁
- 鏡の中のオルゴール（鏡の中のオルゴール ふたつめの物語 SNOW WHITE 原画担当）※18禁
- 月刊コミックアライブ作家による東日本大震災の被災地への応援メッセージイラスト（『月刊コミックアライブ』公式サイト、2011年3月[12]）
- WIXOSSのカード（『ウルトラジャンプ』2016年12月号封入[13]） - 描きおろしイラスト